# Strömmingsholmen, Borgå
Strömmingsholmen är en ö i Finland. Den ligger i Finska viken och i kommunen Borgå i den ekonomiska regionen  Borgå i landskapet Nyland, i den södra delen av landet. Ön ligger omkring 41 kilometer öster om Helsingfors.
Öns area är 3,4 hektar och dess största längd är 360 meter i nord-sydlig riktning. Ön höjer sig omkring 25 meter över havsytan. I omgivningarna runt Strömmingsholmen växer i huvudsak blandskog.